# Anodocheilus maculatus
Anodocheilus maculatus är en skalbaggsart som beskrevs av Babington 1841. Anodocheilus maculatus ingår i släktet Anodocheilus och familjen dykare. Inga underarter finns listade i Catalogue of Life.